# Peter Abrahams
Peter Abrahams, južnoafriški pisatelj in novinar, * 1919, Vrededorp, Johannesburg, † 18. januar 2017, Saint Andrew, Jamajka.
Pisal je realistične romane in kratke pripovedi o boju črncev proti apartheidu.

## Dela
- Temna oporoka (Dark Testament) - 1942
- Rudarček (Mine Boy) - 1946
- Divji pohod (Wild Conquest) - 1950
- Povej svobodi (Tell Freedom) - 1954